# Aca Lukas
Aca Lukas, egentligen Aleksandar Vuksanović, född 3 november 1968 är en serbisk sångare. Han är populär över hela Balkan. Aca Lukas fick sitt smeknamn "Lukas" efter att ha sjungit på en "river-disco-boat" i Belgrad kallad Lukas under början av 1990-talet. Han är från byn Pecenjevce som ligger i staden Leskovac.